# Nicole Fawcett
Nicole Marie Fawcett (* 16. Dezember 1986 in San Antonio, Texas) ist eine US-amerikanische Volleyballspielerin. Sie wurde 2014 Weltmeisterin.

## Karriere
Fawcett wuchs in Zanesfield, Ohio auf und begann ihre Karriere an der heimatlichen Benjamin Logan High School in Bellefontaine. Während ihres Studiums spielte sie von 2005 bis 2008 im Team der Pennsylvania State University. Von 2009 bis 2016 spielte die Diagonalangreiferin 129 mal in der US-amerikanischen Nationalmannschaft, mit der sie 2012 und 2013 den Panamerican Cup, 2013 und 2014 die NORCECA-Meisterschaft, 2014 in Italien die Weltmeisterschaft sowie 2015 die Panamerikanischen Spiele gewann.
Von 2009 bis 2020 war Fawcett auch bei verschiedenen ausländischen Vereinen aktiv. Sie spielte in Puerto Rico bei Gigantes de Carolina, bei Llaneras de Toa Baja und bei Leonas de Ponce, in Russland bei Dinamo-Jantar Kaliningrad, in Brasilien bei Minas Tênis Clube, in China bei Guangdong Evergrande (2012 chinesische Meisterin) und Fujian Volleyball, in Südkorea bei Korea Expressway, in Italien bei Igor Gorgonzola Novara und bei Imoco Volley Conegliano (2017 italienische Pokalsiegerin), in der Türkei bei Sarıyer Belediyespor und zum Abschluss ihrer Karriere wieder in Brasilien bei Praia Clube Uberlândia (2018 brasilianische Meisterin).
Fawcett wurde mehrfach als „Wertvollste Spielerin“ (MVP), „Beste Diagonalangreiferin“ bzw. „Beste Aufschlägerin“ ausgezeichnet. In der Saison 2012/13 stellte sie in Südkorea mit 55 Punkten in einem Spiel einen Weltrekord auf.